# Samern
Samern község Németországban, Alsó-Szászországban, Bentheim-Grafschaft járásban. Lakosainak száma 805 fő (2023. december 31.).